# Мэр
Мэр (от фр. Maire) или градоначальник — название должности и лицо, находящееся на ней, руководитель (начальник, глава) администрации, исполнительной власти населённого пункта, чаще всего города, в некоторых государствах и странах — и небольшого региона (например, в Литве мэр возглавляет и районные самоуправления).
Название должности происходит от лат. major — «превосходящий» (в значении «старший [по званию]»), превосходная степень от лат. magnus — «большой».

## В России
В России название должности прижилось в 1990-е годы, по сути означая руководителя (главу) городской администрации или главу городского исполнительного комитета. При этом должность «мэра» вводилась на официальном уровне.
Выборы мэра обычно проводятся в виде всенародного референдума среди жителей города (так называемые «прямые выборы»), когда кандидатом на выборную должность может стать любой житель населённого пункта.

### Попытки ограничения выборности в России
- В 2000-х годах (после отмены выборов глав субъектов) в нескольких городах прошла волна предложений заменить прямые выборы опосредованными — проводить выборы среди депутатов городской думы (и кандидат в мэры должен быть депутатом, и голосуют только депутаты).
- Апрель 2015: Правительство Новосибирской области внесло законопроект, отменяющий прямые выборы мэра в городах области. По мнению и. о. мэра Бердска, отмена выборов желательна из-за якобы «опасности вмешательства» в выборный процесс западных спецслужб[1].

К 3 апреля 2018 года в России остались выборы в 10 региональных административных центрах: Москва, Санкт-Петербург, Севастополь, Кемерово, Абакан, Новосибирск, Хабаровск, Якутск, Томск, Анадырь. 65 % россиян поддерживают возвращение прямых выборов глав городов.

## Другие названия сходных должностей
Существуют также другие наименования руководителя (начальника, главы) городской власти:
- городской голова — в России (до 1918 года), Эстонии, Калуге и на Украине;
- градоначальник — в некоторых городах Российской империи, в настоящее время — в Боснии и Герцеговине, Северной Македонии, Сербии, Хорватии и Черногории;
- Председатель городского исполнительного комитета (председатель горисполкома) — в СССР (с 1937 года до 1991 года) и в Белоруссии;
- алькальд — в испаноязычных странах;
- кмет — в Болгарии;
- приматор — в Словакии и в крупных городах Чехии;
- староста — в небольших городах Чехии и Литвы;
- пуркмистр — в городах средневековой Чехии;
- президент города (пол. prezydent miasta) — в Польше;
- бурмистр — в Великом княжестве Литовском, Польше;
- бургомистр (нем. Bürgermeister) — термин употребляется в странах с германской правовой традицией (Германия, Австрия, Швейцария, Лихтенштейн, Люксембург, Фландрия, Южный Тироль, Дания, Финляндия, Венгрия) и в прошлом в России[4];
- кахакапет (арм. քաղաքապետ — букв. «руководитель города») в Армении;
- аким — глава города в Казахстане и Киргизии;
- хоким — мэр города и глава районного муниципального образования в Узбекистане;
- беледие башканы (тур. Belediye Başkanı — «муниципальный глава») — в Турции и ТРСК;
- примар — в Румынии и Молдавии;
- синдик — в Италии;
- жупан — в Хорватии;
- димарх — в Греции и в греческих муниципалитетах Кипра;
- хяким — в Туркменистане;
- председатель городского управления — в ДВР в 1921—1922 гг.;
- глава городской администрации — в России с 1990 года, в Казахстане до 1995 года;
- глава муниципального образования — в России с 1997 года глава села или посёлка;
- лорд-провост — в Шотландии;
- председатель коммуны (Kryetari i komunës) — в Албании;
- председатель города — в Таджикистане. Также используется слово «мир», в Средние века слово, употреблявшееся по всему мусульманскому миру, в частности, в Средней Азии. Например, мир Алишер Навои, мир Саид Барака;
- городничий – в Российской Империи глава административно-полицейской власти уездного города с 1775 по 1862 год.

## Главы городских округов
- глава городского округа;
- глава окружной администрации — в России с 1990 года.
- глава администрации района — в Белоруссии
- мэр района — во Франции
- просиндик — в Италии
- районный бургомистр или районный староста — в Германии при этом глава города, имеющего округа, называется обер-бургомистр
- окружной староста — в Австрии
- примар — в Румынии, при этом глава города, имеющего округа, называется генеральный примар
- районный голова — в России в 1917—1918 гг.
- Председатель районного исполнительного комитета — в России в 1937—1990 гг.
- начальник городского района — в Польше, при этом глава города, имеющего округа, называется президент города
- староста — в Чехии, при этом глава города, имеющего округа, называется приматор
- городской голова — в Эстонии, при этом глава города, имеющего округа, называется верховный городской голова
- аким района — в Киргизии.

## Заместитель мэра
- вице-мэр
- адуант во Франции
- вице-синдик в Италии
- лейтенант в Испании
- вице-примар в Румынии